# Калужская (станция метро)
«Калу́жская» —     станция Московского метрополитена на Калужско-Рижской линии. Расположена на границе Обручевского района, Черёмушек и Коньково (ЮЗАО). Открыта 12 августа 1974 года в составе участка «Новые Черёмушки» — «Беляево». Колонная трёхпролётная станция мелкого заложения с одной островной платформой. Связана пересадкой со станцией «Воронцовская» на Большой кольцевой линии.

## История
На перспективной карте московского метро 1958 года для данной станции было зарезервировано название «Ломоносовская». Это связано с тем, что название «Калужская» с 1950 по 1961 год уже использовалось для другой московской станции — станции «Октябрьская» Кольцевой линии (по Калужской заставе). Современное название станция получила по названию проходившего поблизости Калужского шоссе, большая часть которого была поглощена проложенной Профсоюзной улицей.
Станция была открыта 12 августа 1974 года в составе участка «Новые Черёмушки» — «Беляево», одновременно с этим была закрыта временная одноимённая станция. В результате в Московском метрополитене стало 97 станций.
С 23 января по 4 февраля и с 20 по 30 марта 2021 года станция закрывалась в связи со строительством Большой кольцевой линии.
7 декабря 2021 года открылась станция «Воронцовская» Большой кольцевой линии, которая имеет пересадку на «Калужскую». Пересадка осуществляется через северный вестибюль станции, расширенный в ходе строительства.

## Архитектура и оформление
«Калужская» — колонная станция мелкого заложения (глубина — 10 м) с тремя пролётами. Сооружена по проекту архитекторов Н. И. Демчинского и Ю. А. Колесниковой. Конструкция основного зала станции похожа на типовой проект, известный как «сороконожка», но отличается от него количеством и шагом колонн (2 ряда по 26 колонн с шагом в ряду 6,5 м). Колонны отделаны розовым байкальским мрамором; путевые стены облицованы белой керамической плиткой и декорированы металлическими вставками (работы А. А. Леонтьевой, М. А. Шмакова); пол выложен серым гранитом.

## Расположение и вестибюли
Расположена между станциями «Новые Черёмушки» и «Беляево».
Наземный вестибюль отсутствует, выход в город производится по подземным переходам на площадь Академика Келдыша к пересечению улиц Профсоюзная и Обручева, а также к Научному и Хлебобулочному проездам и к Старокалужскому шоссе.
Северный вестибюль станции совмещён с переходом на станцию Воронцовская. С октября 2023 года по будням с 18:00 до 19:00 из-за загруженности пересадки он работает только на выход.

## Станция в цифрах
Код станции — 104. В марте 2002 года пассажиропоток по входу составлял 62,3 тыс. чел. По данным телеканала «Москва 24» на 2014 год, станция ежедневно пропускает 131 тысячу человек, а наземным транспортом в её зоне каждый день пользуются 85 тысяч пассажиров. В IV квартале 2022 года, по данным Правительства Москвы, пассажиропоток по входу на станции составил 2,95 миллионов человек.
Пикет ПК137+38,8.
Таблица времени прохождения первого поезда через станцию:
| По чётным числам                    | Будние дни | Выходные дни |
| По нечётным числам                  | Будние дни | Выходные дни |
| В сторону станции «Беляево»         | 05:41:00   | 05:41:00     |
| В сторону станции «Беляево»         | 05:54:00   | 05:52:00     |
| В сторону станции «Новые Черёмушки» | 05:51:00   | 05:51:00     |
| В сторону станции «Новые Черёмушки» | 06:05:00   | 06:07:00     |

## Наземный общественный транспорт
На этой станции можно пересесть на следующие маршруты городского пассажирского транспорта:
- Автобусы: м84, е12, 1, с163, 196, 224, 226, 246, 404, 642, 699, 816, 915, с923, 938, с954, 961, т72

## Фотографии

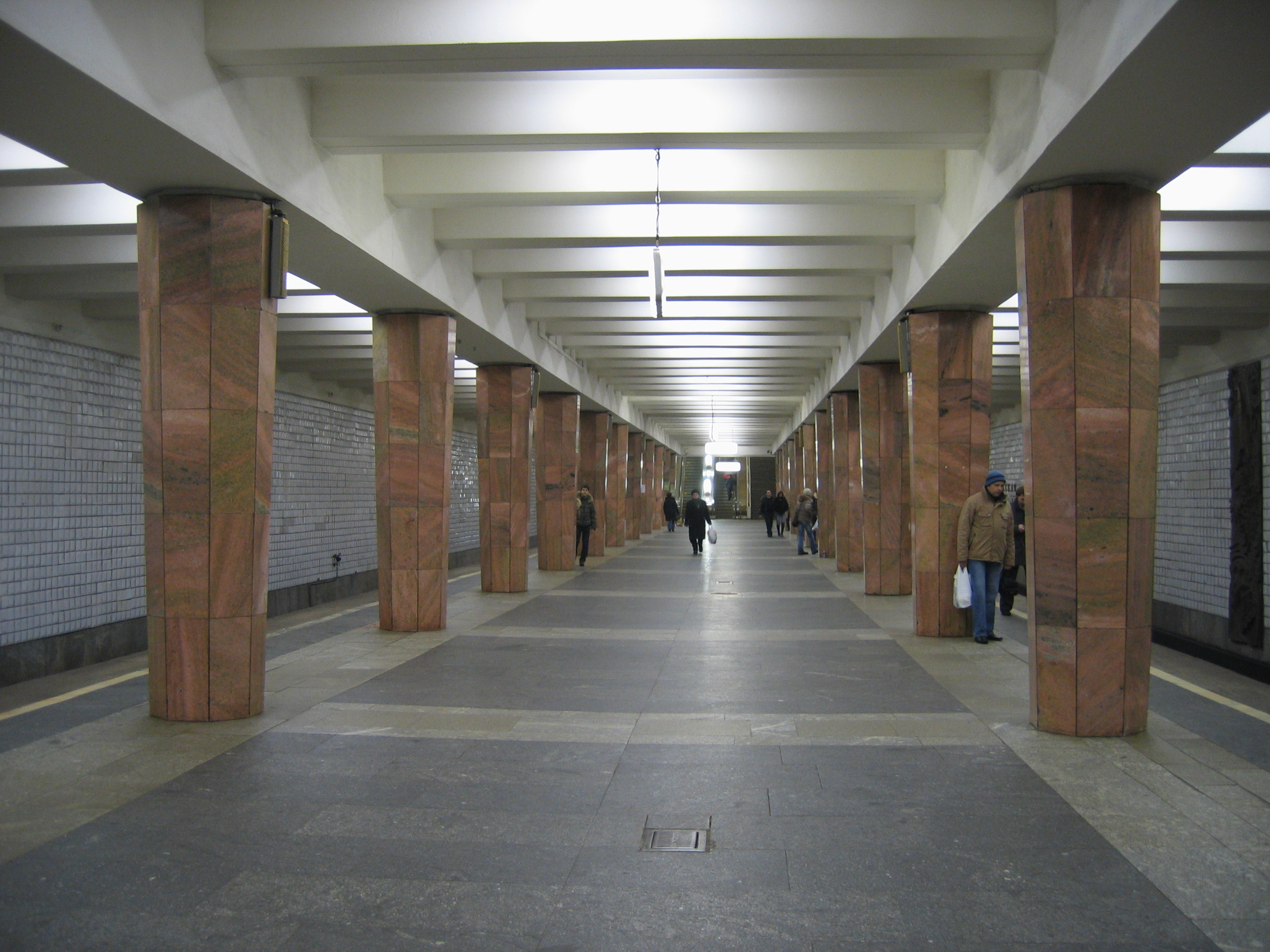
Зал станции
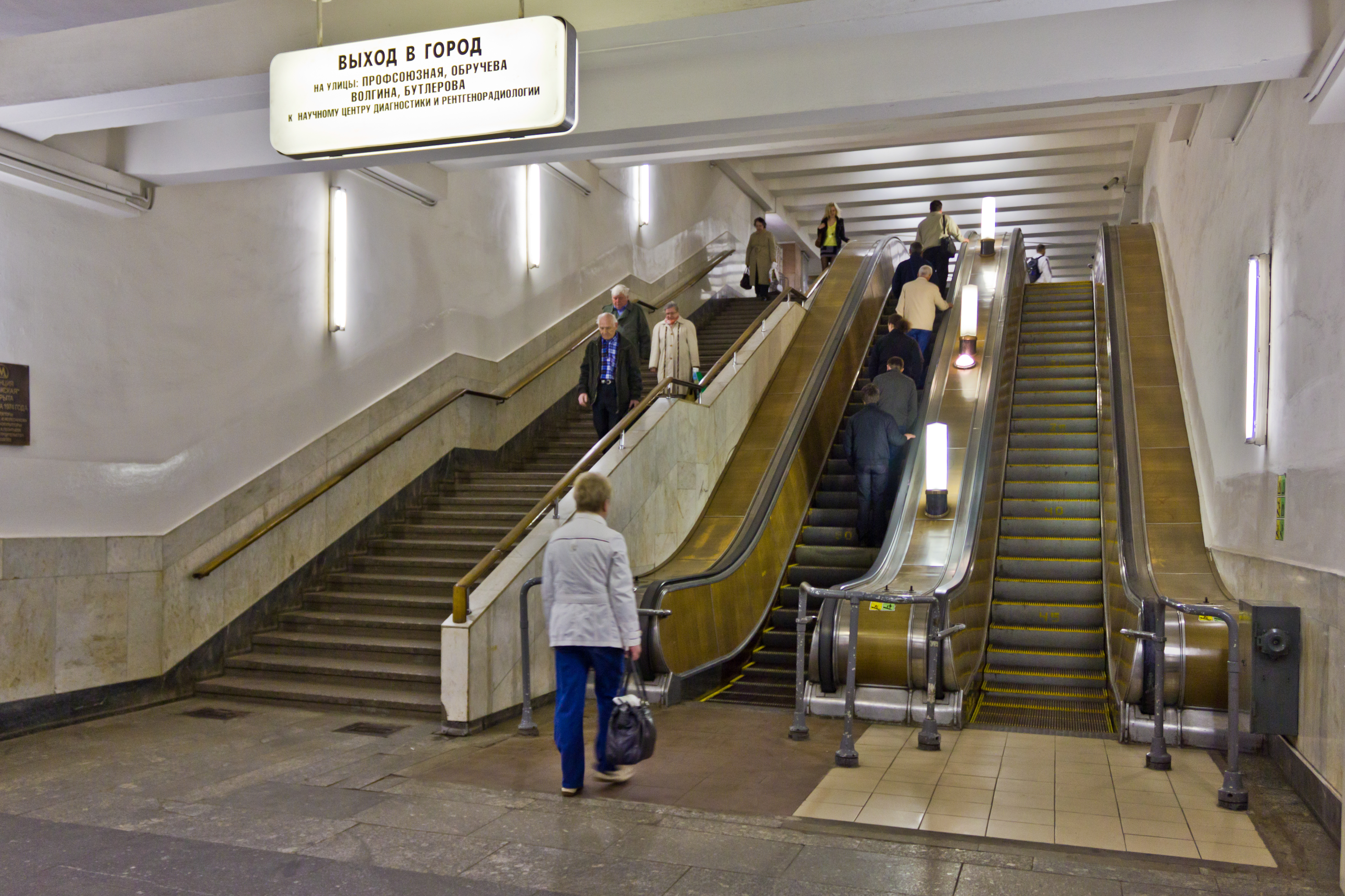
Южный выход
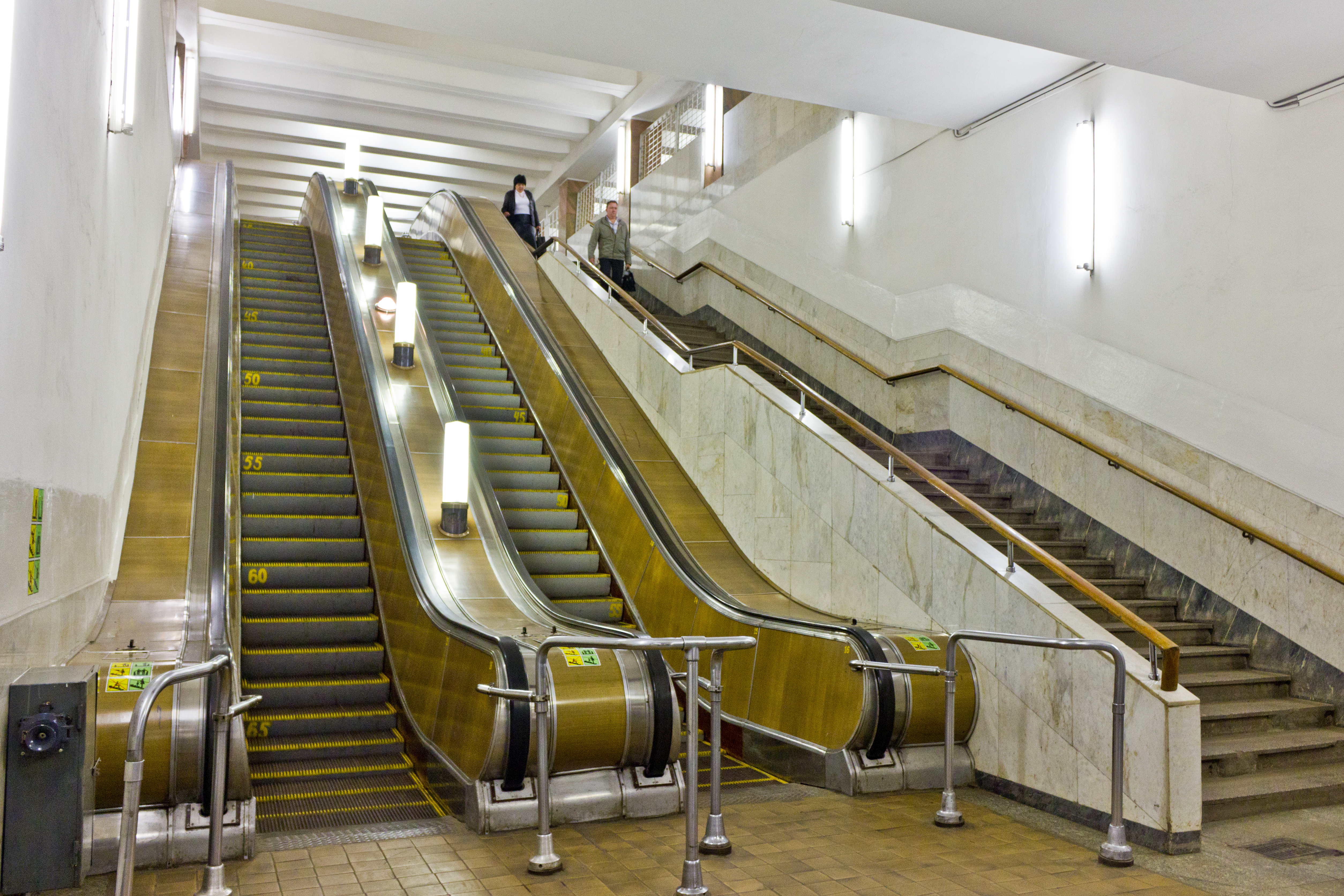
Северный выход
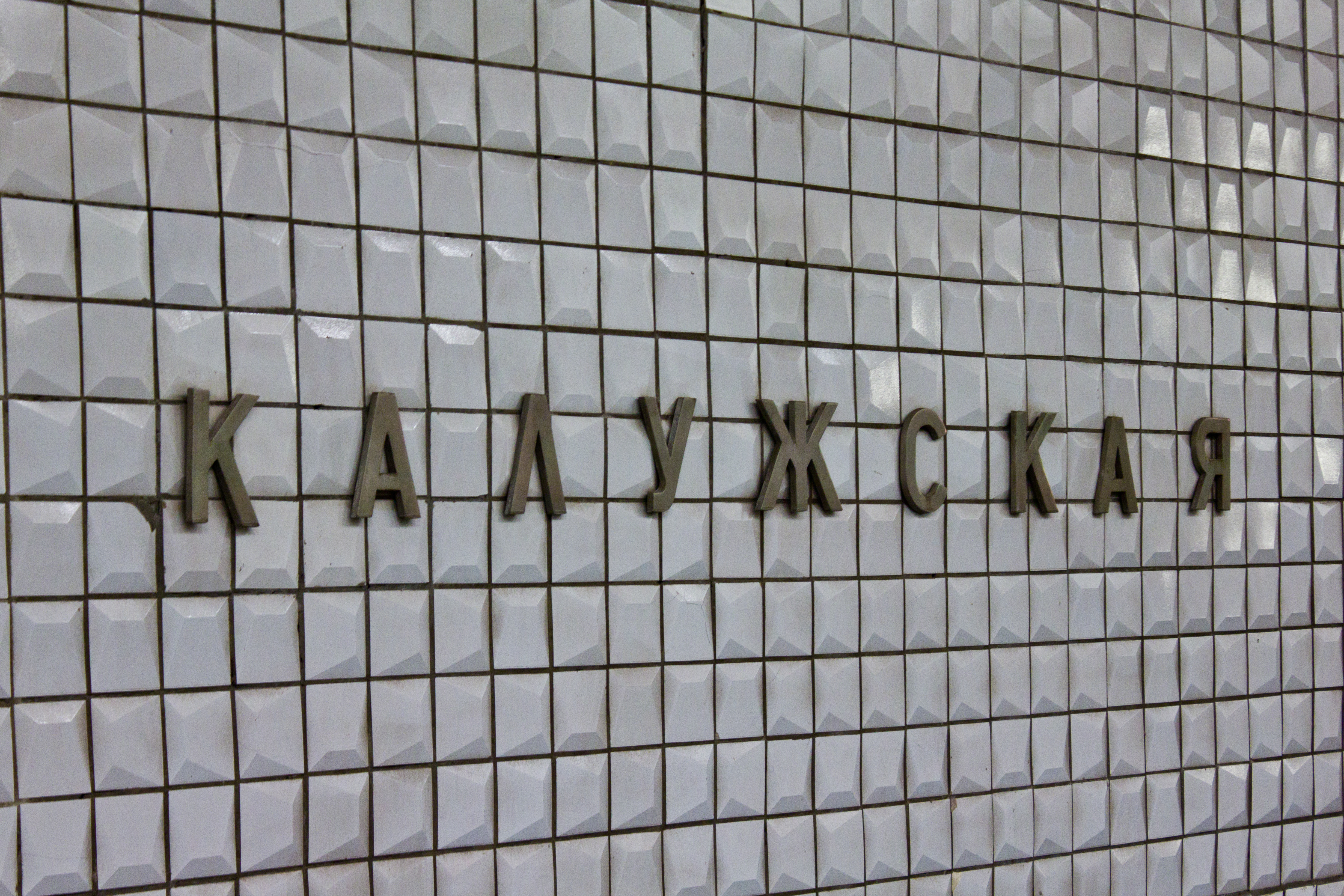
Название на путевой стене
Художественные панно на путевой стене (коллаж)
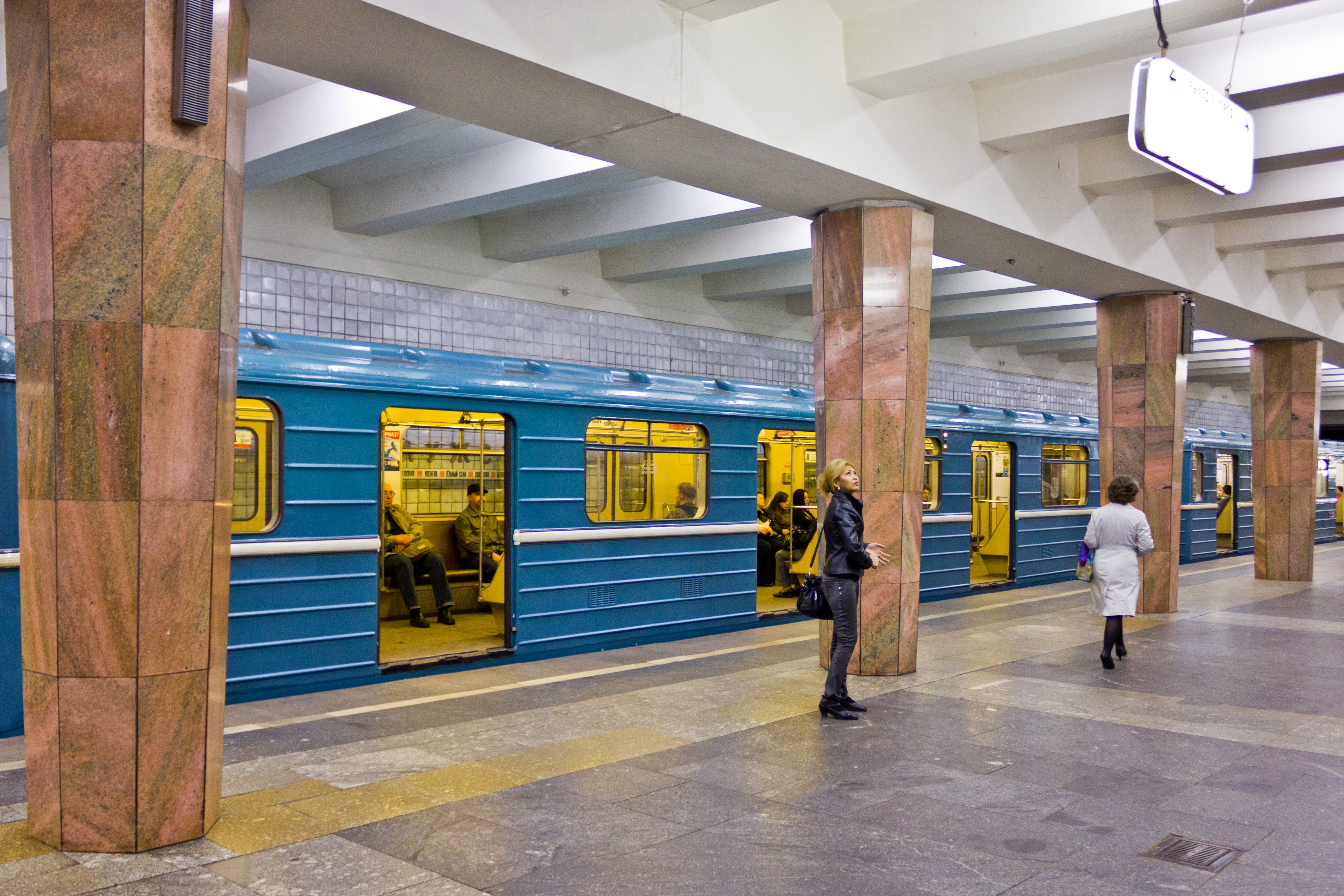
Поезд на станции
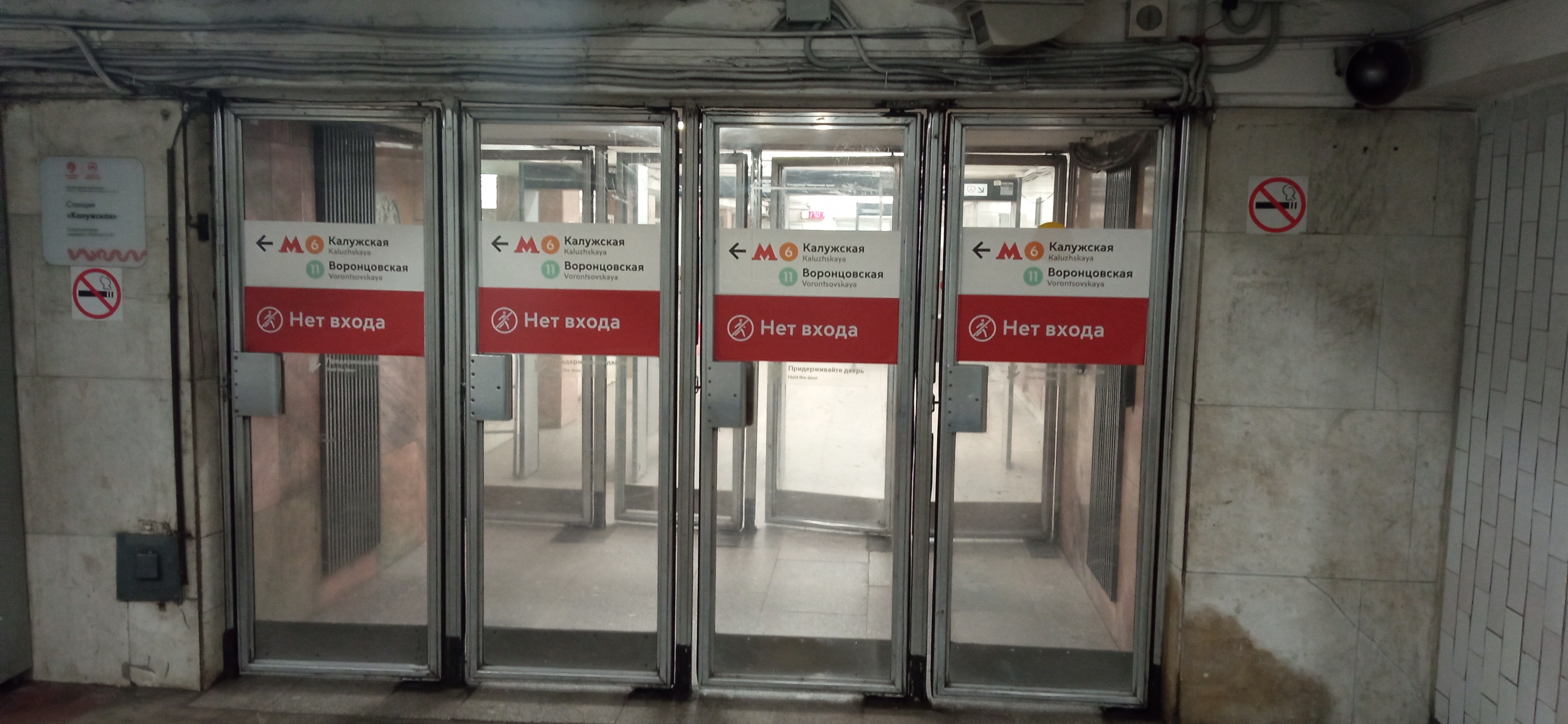
Закрытый северный вход на станцию «Калужская», март 2023 года
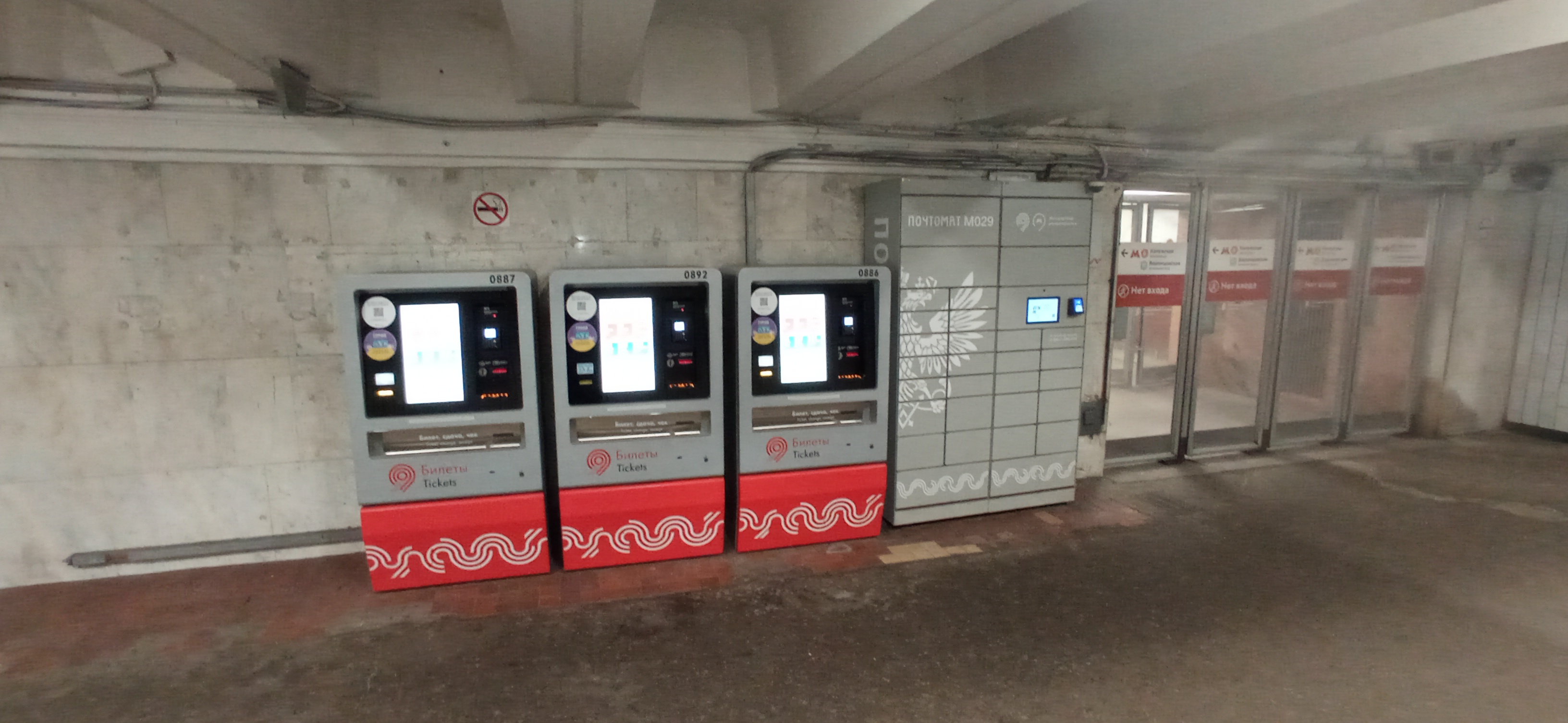
Билетные автоматы и почтомат «Почты России» рядом с закрытым северным входом на станцию, март 2023 года
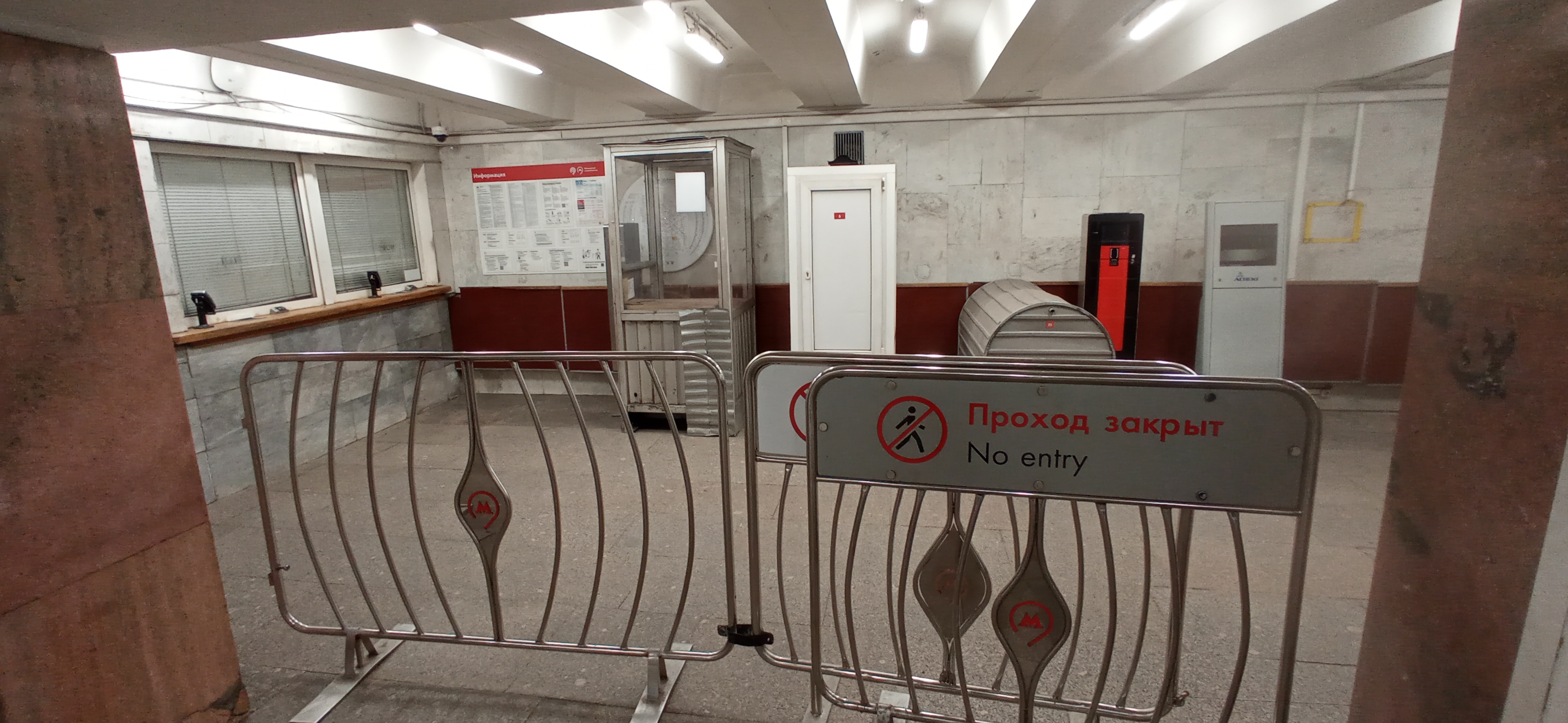
Закрытый северный вход на станцию «Калужская», март 2023 года. Вид со стороны перехода со станции «Воронцовская»
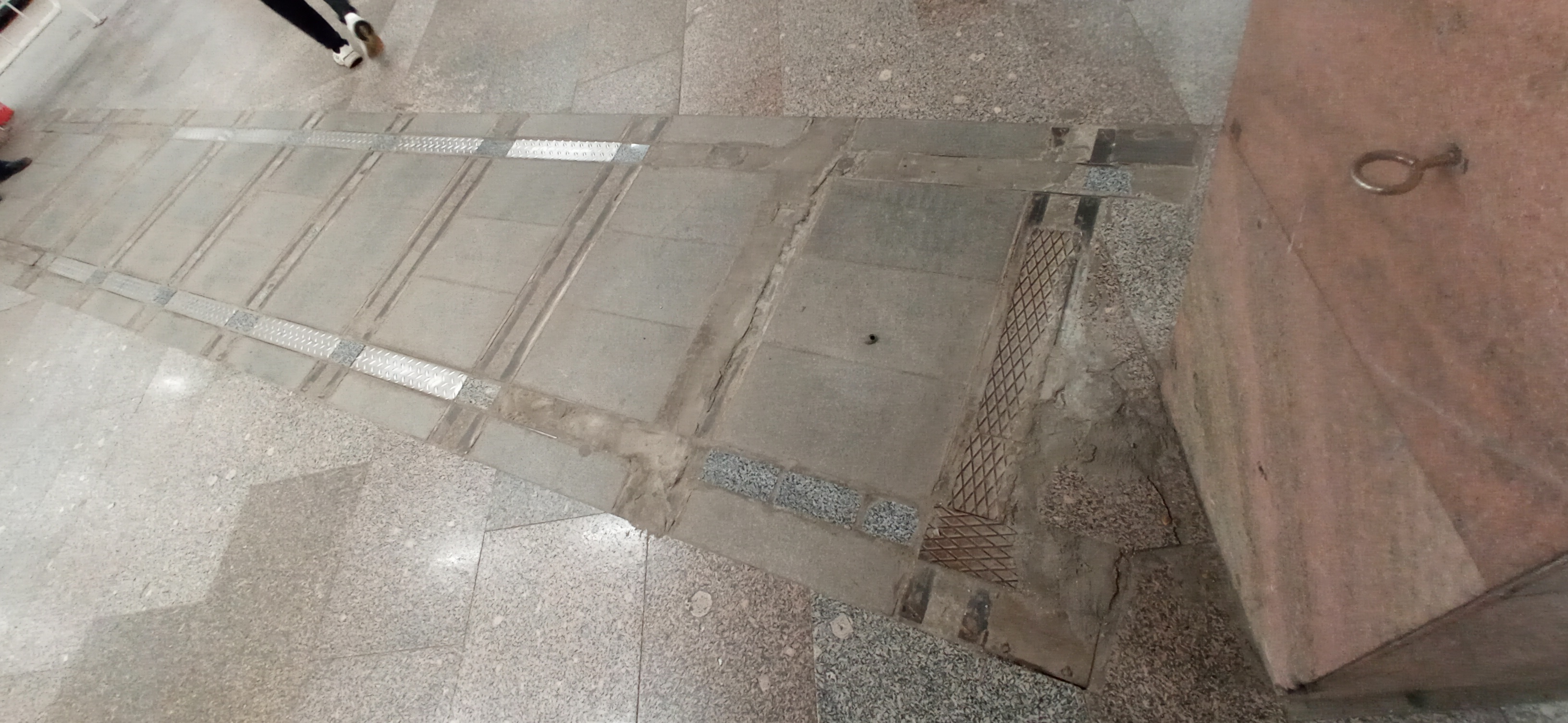
Пол северного вестибюля станции после демонтажа турникетов, март 2023 года. Вид со стороны перехода со станции «Воронцовская»
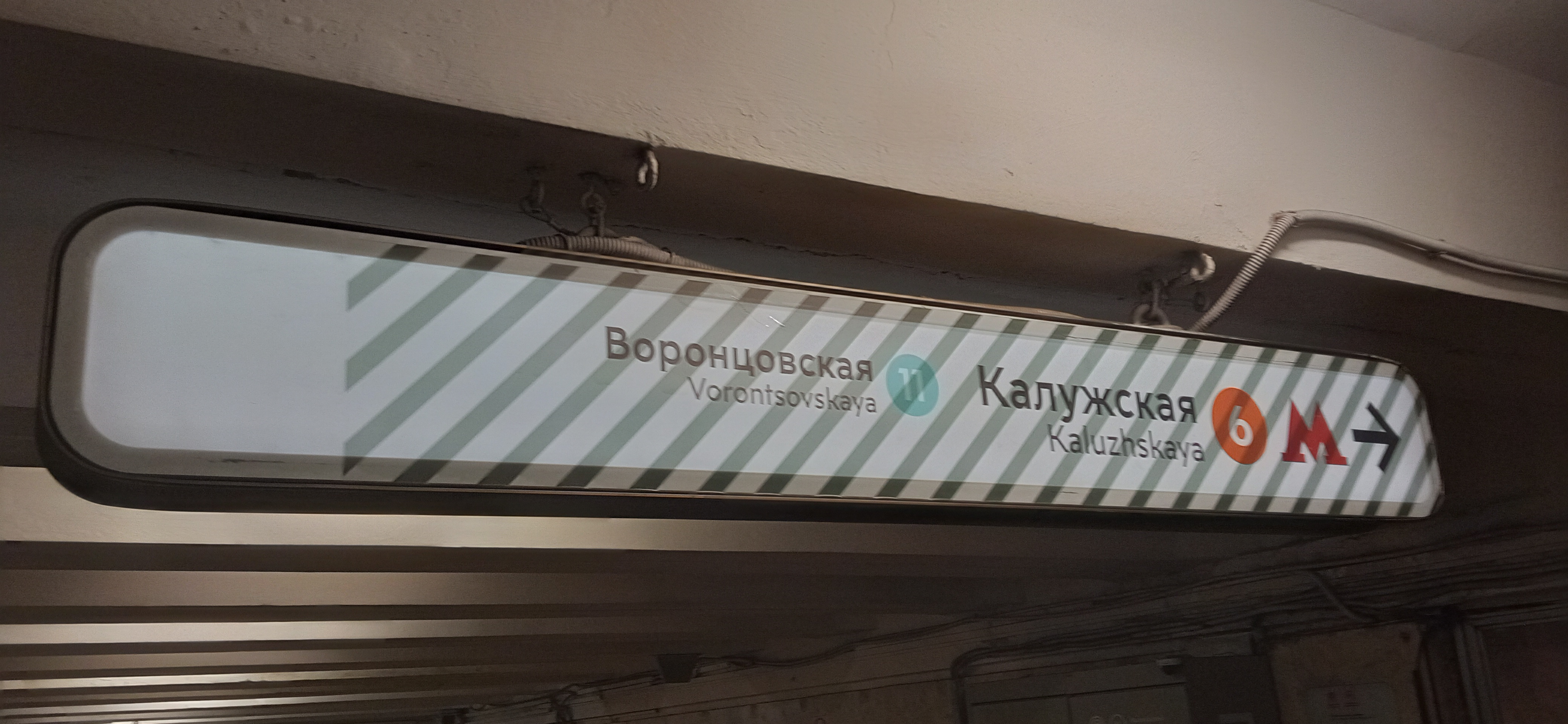
Указатель, ведущий на закрытый северный вход на «Калужскую», март 2023 года
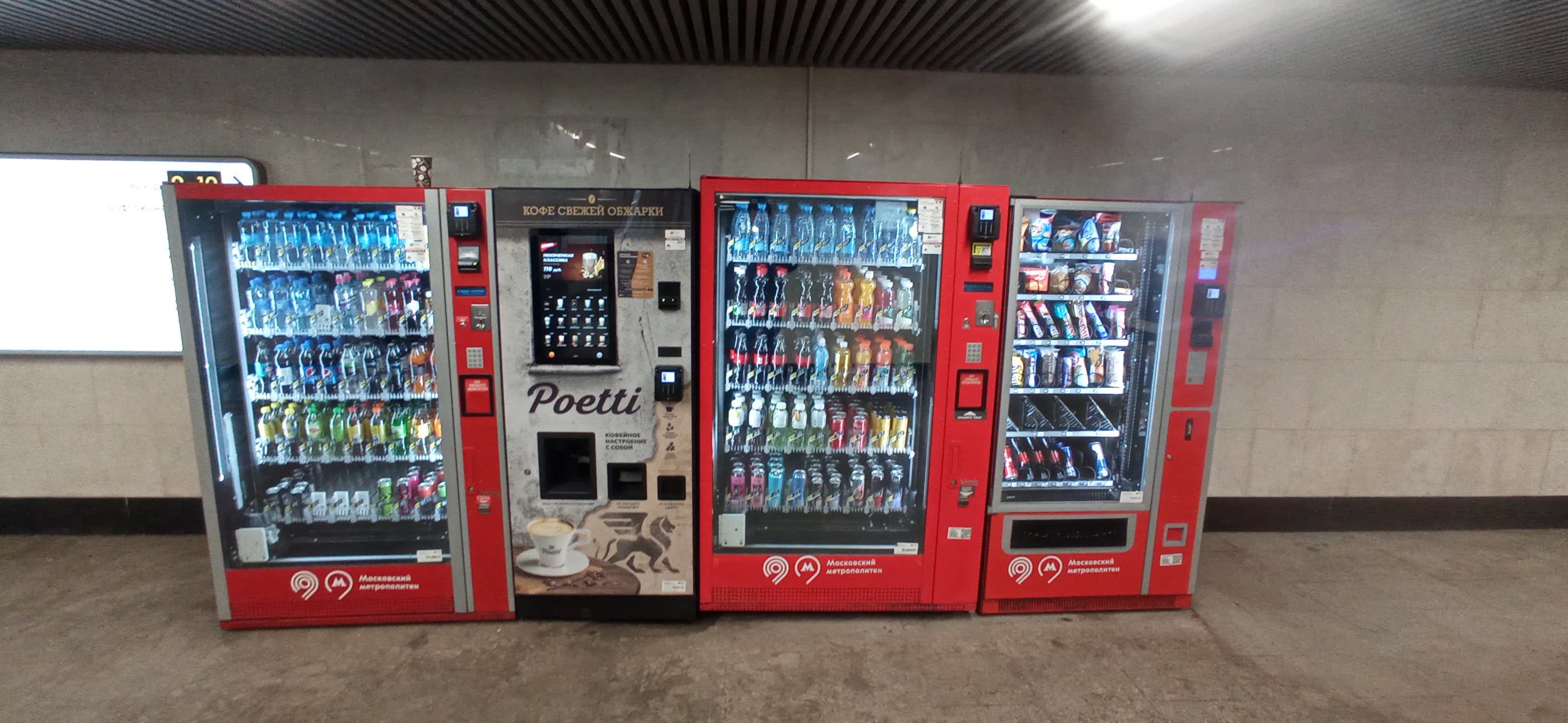
Вендинговые автоматы в северном вестибюле